# Aeroportul Pomala
Aeroportul Pomala (IATA: PUM) este un aeroport din Sulawesi Tenggara⁠(d), Indonezia.
Situat la o altitudine de 18 m, aeroportul dispune de o singură pistă.